# Pachastrella caliculata
Pachastrella caliculata är en svampdjursart som beskrevs av James Barrie Kirkpatrick 1902. Pachastrella caliculata ingår i släktet Pachastrella och familjen Pachastrellidae. Inga underarter finns listade i Catalogue of Life.